# 上海市第六人民医院

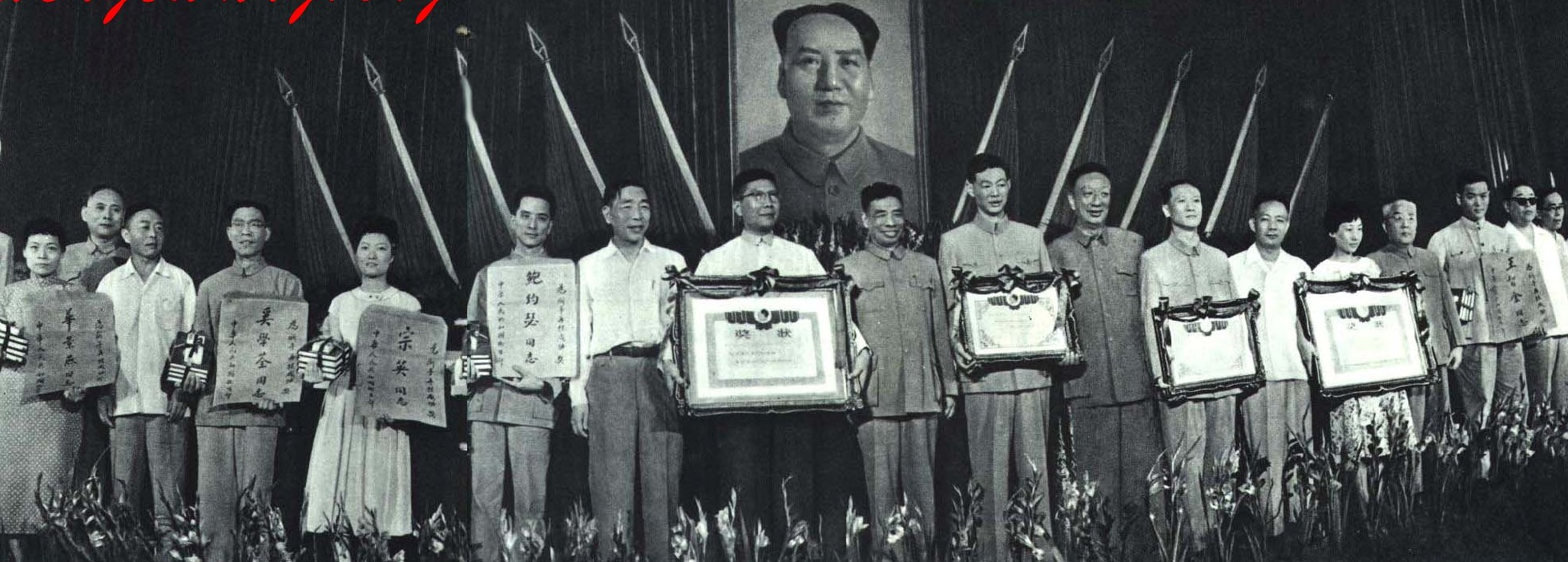
1963年8月13日表彰上海第六人民医院完成世界首例断肢再植手术

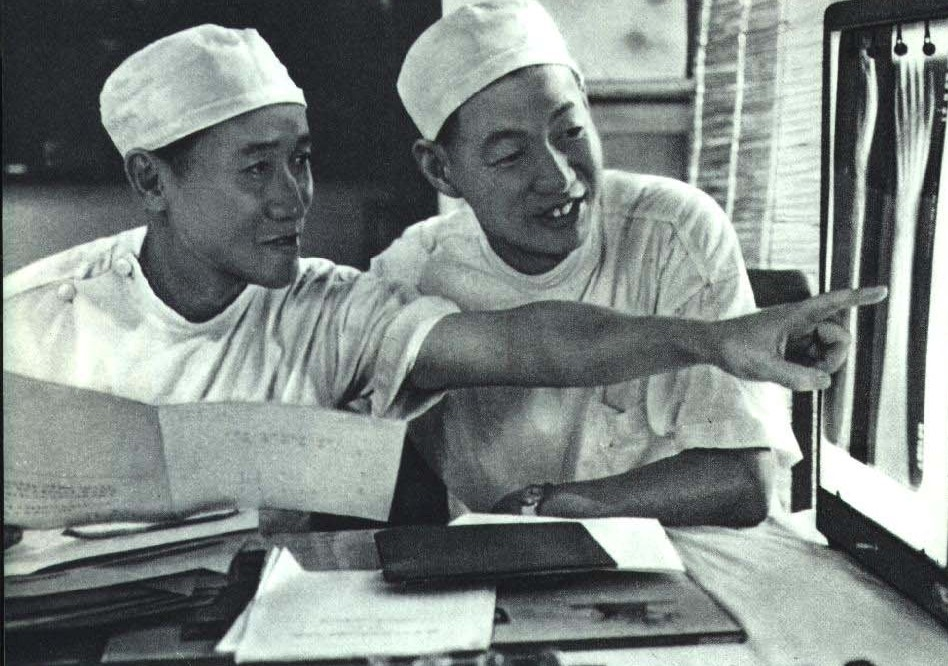
1963年首例断肢再植手术成功医生钱允庆和陈中伟

上海市第六人民医院（挂牌上海交通大学附属第六人民医院），位于中華人民共和国上海市宜山路600号，東院位於上海市浦东新区南汇新城镇环湖西三路222号。该院创建于1904年，目前为三级甲等医院。

## 医院沿革
上海市第六人民医院前身为上海公共租界工部局在1904年興建的西人隔离医院，原址位于今武进路85号（今上海市第一人民医院）。八一三事变后，该医院迁入今华东医院北楼的新址。1943年，汪精卫当局接管医院，改名长安路隔离医院。抗日战争结束后，改为上海市立疗养院；1947年，更名上海市立第六医院。
1949年5月，由上海市军管会接管，定名上海市第六人民医院，设病床100张。1956年迁北京西路1400弄24号中国内地会总部大楼（今上海市儿童医院），病床增为400张。1963年1月，陈中伟、钱允庆两位教授在该院成功实施了世界第一例断肢再植手术，1978年又首创再造手技术。
1982年，上海第二医学院在该院建立医学系三部，后为上海第二医科大学市六临床医学院。1991年5月迁入宜山路600号，设病床1000张。2000年12月，上海市第六人民医院医疗集团成立。2002年，掛牌上海交通大学附属第六人民医院。2005年，上海市金山区中心医院成为上海市第六人民医院金山分院。
2009年9月，上海市第六人民医院东院在滴水湖畔开工建设。2012年10月26日，东院建成并开业试运行。2019年8月中旬，东院在小洋山开办上海市第六人民医院东院小洋山门诊部。
2021年上海市第六人民医院福建分院在福建晋江启用，采取与晋江市医院合作的方式，力争在五年内建成国家创伤区域医疗中心。

## 社会事件

### 《新冠疫情笼罩下的“丁丁保卫战”》
2022年3月上海2019冠状病毒病疫情期间，上海六院在自媒体发布文章《新冠疫情笼罩下的“丁丁保卫战”》，讲述了其救治了一名长时间阴茎异常勃起的外籍患者的故事。恰逢此波疫情期间，上海发生若干起病人未得到及时救治的事件，文章引起关于对外籍人士“差别对待”、“超公民待遇”问题的讨论，院方事后已把文章删除。
部分网民结合此事以“洋茎浜”、“爱丁堡”等别称揶揄上海。

## 外部鏈接
- 上海市第六人民医院（页面存档备份，存于）
- 上海市第六人民医院東院（页面存档备份，存于）